# 摂政皇太子

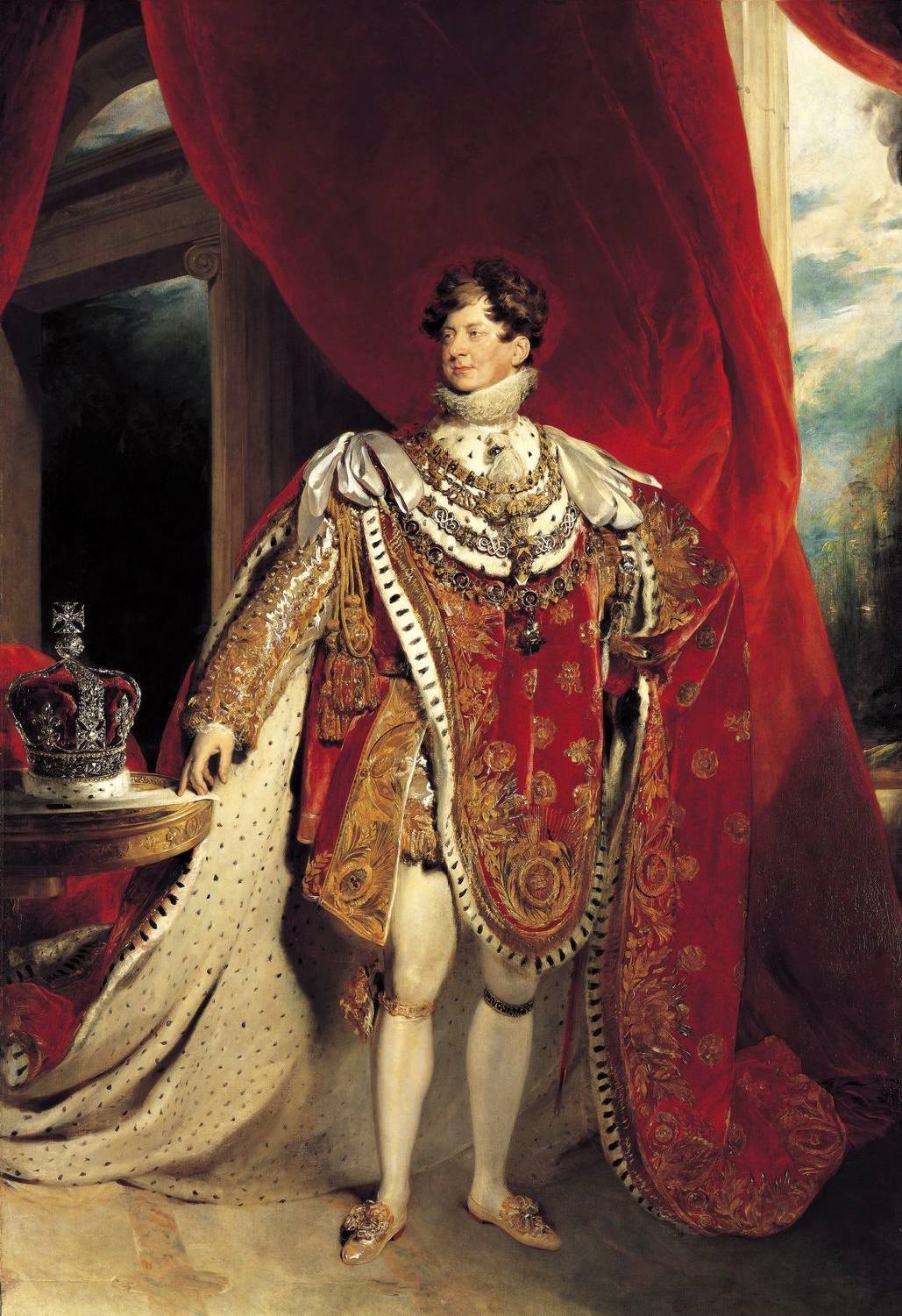
イギリス国王 ジョージ4世は、即位に先立つ1811年から1820年まで、精神障害に陥った父王ジョージ3世に代わる摂政王太子であった。

摂政皇太子（せっしょうこうたいし、英語: prince regent, prince-regent）は、君主が幼かったり、病気によって無能力状態に陥っていたり、あるいは、亡命したり長い航海などで遠隔地にいて不在となる場合に、君主に代わって摂政として君主国を統治する王子。この表現は普通名詞であり、誰であれ、摂政の役割を果たす王子を指すことができるが、実際には、摂政を務めた王子たちのうち、少数の者だけが、それぞれの歴史的状況において、この名で言及されてきた。
なお、ここで「皇太子」は、皇帝、天皇に限らず君主の継承順位首位者を指しているが、「皇太子」を狭義にのみ用い、王位継承については「王太子」といった表現を用いる場合は、摂政王太子という表現を用いることもある。

## イギリスにおける摂政王太子
英語圏で「摂政王太子 (Prince Regent)」といえば、一般的にはイギリス国王ジョージ4世のことである。父王ジョージ3世が精神異常をきたして無能力状態に陥ったため、プリンス・オブ・ウェールズであったジョージが摂政となった。ロンドンにあるリージェンツ・パークやリージェント・ストリートは、この後のジョージ4世にちなんで名付けられたものである。
ジョージ4世が、即位に先立ち摂政王太子として統治した時代は、「イギリスの摂政時代 (British Regency)」、あるいは単に「摂政時代 (Regency)」と呼ばれる。
摂政王太子の称号は、1811年2月5日にジョージに与えられた。当初の間は摂政の権限には一定の制約があったものの、摂政王太子は国王のあらゆる権能を執行することができた。1788年に父王ジョージ3世が最初の狂気の発作に見舞われた「摂政危機 (Regency Crisis)」（このときはジョージ3世がいったん回復したため摂政を置くには至らなかった）と同様の状態が、やがて再発した。ウェールズ公ジョージは、父王崩御の1820年まで摂政を務めた後、即位してジョージ4世となった。

## ドイツにおける摂政王子
ドイツで「摂政王子/摂政宮 (Prinzregent)」といえば、一般的にはバイエルン王国の王子ルイトポルトのことである。ルイトポルトは、自分の甥にあたる2人のバイエルン王、すなわち1886年に精神障害と宣告されたルートヴィヒ2世と、即位に先立つ1875年に発狂が宣告されていたオットー1世に代わって、1886年から1912年に没するまで摂政を務めた。
ルイトポルトの摂政時代、バイエルン王国では芸術・文化活動が高揚し、後年「摂政宮時代 (Prinzregentenjahre,  Prinzregentenzeit)」と称されるようになった。バイエルンの都市や町には、「摂政宮通り (Prinzregentenstraße)」と名付けられた通りが数多くある。ルイトポルトを讃えて名付けられた組織なども多く、例えば、ミュンヘンには「摂政宮劇場 (Prinzregententheater)」がある。「摂政宮トルテ (Prinzregententorte)」はチョコレート・バタークリームを使った、何層にも重ねたケーキ（タルト）で、ルイトポルトを讃えて名付けられたものである。
ルイトポルトは1912年に没し、その息子ルードヴィッヒが後を継いで摂政宮となった。ルードヴィッヒはその後1年も経たないうちにバイエルン議会の決定によって国王と認められた。

## ルクセンブルクの「大公代理」
ルクセンブルク大公の後継者である皇太子は、現大公が大公位に形式上は留まったまま、皇太子が「君主見習い」として君主の機能の大部分を徐々に代行するようになると、prince-lieutenant（「大公代理」の意） の称号で呼ばれることがある。大公ジャンは、先代であった母シャルロットの在位（1919年 - 1964年：ただし、1985年まで存命）の最後の時期にあたる1961年5月4日から1964年11月12日に、君主の仕事を代行した。また、ジャンの息子アンリも、1998年3月3日から2000年10月7日まで、父大公が退位して大公位を継承するまで、同様に君主の仕事を代行した。

## 君主の配偶者などによる摂政
歴史上の様々な時代において、国王が統治できない状態になったり、長期間にわたって国外へ出て不在となるような場合に、配偶者が代役に立ち、臨時に摂政宮の務めを果たすという例がある。時には、非公式に摂政と見なされることもある。国王の配偶者は、必要とされれば統治に関与する。スワジランド王国では、君主が幼かったり、何らかの理由で統治できない場合は、皇太后が一時的に代役を務める。

## その他の著名な摂政皇太子、摂政宮
特に肩書きを持たなかった者を含め、さらに多くの摂政皇太子、摂政宮の事例は、英語版の「Regent」を参照。
- デンマーク皇太子フレデリク（後のフレデリク6世）は、発狂した父王クリスチャン7世に代わって1784年から1808年まで摂政を務めた。
- プロイセン皇太子ヴィルヘルム（後のドイツ皇帝ヴィルヘルム1世）は、精神を病み統治できなくなった兄王プロイセン王フリードリヒ・ヴィルヘルム4世に代わって1858年から1861年まで摂政を務めた。
- フランドル伯シャルルは、兄のベルギー国王レオポルド3世の立場が第二次世界大戦後、リリアン・バエルとの結婚によって危うくなりかけた時期、1944年から1950年にかけて摂政を務めた。
- 清の睿親王ドルゴンは、1643年から1650年まで、甥であり即位時にまだ6歳だった順治帝の摂政を務めた。ドルゴンは、明の正当な後継者として清朝を建てるため、満州族の勢力が1644年に北京へ侵攻するために力を発揮した。清の歴史書において、ドルゴンは「摄政王」として言及された最初の人物となった。
- 醇親王載灃は、清朝末期の1908年から1911年まで、幼い息子宣統帝の摂政を務めた。ドルゴン以外で「摄政王」と称されたのは中国史上、載灃だけである。
- 日本の昭和天皇は、即位前、皇太子であった1921年から1926年まで、病気だった父帝・大正天皇に代わって摂政宮として公務を行った。
- ユーゴスラビア王国のパヴレ王子は、1934年から1941年まで、セルビア語で「摂政皇太子殿下」を意味する「Његово Краљевско Височанство, Кнез Намесник」の称号で呼ばれていた。
- ブラジル公ジョアン（後のジョアン6世）は、精神を病んで統治不能となった母、ポルトガル女王マリア1世の摂政を1792年から務め、1799年には「Príncipe Regente」すなわち摂政皇太子と称されるようになり、母の死後即位する1816年までその地位にあった。ジョアンの摂政時代は、有名なポルトガル宮廷のブラジルへの避難があった。
- 自称国家シーランド公国の君主の法定推定相続人であるマイケル・べーツ（英語版）は、父の死による「即位」以前に公国の摂政皇太子として言及されていた。